# The Everlasting Gaze
"The Everlasting Gaze" é uma canção escrita por Billy Corgan, gravada pela banda The Smashing Pumpkins.
É o primeiro single do quinto álbum de estúdio lançado a 29 de fevereiro de 2000, Machina/The Machines of God.

## Desempenho nas paradas musicais
| Parada musical (1999/2000)                  | Posições |
| ------------------------------------------- | -------- |
| Estados Unidos - Hot Mainstream Rock Tracks | 14       |
| Estados Unidos - Alternative Songs          | 4        |